# 勿部珣
勿部 珣（ブツブ シュン、生没年不詳）は、百済出身の唐の将軍。官位は「金吾衛大将軍」。

## 概要
706年に建立された『勿部将軍功徳記』によると、勿部珣は百済の名家出身で、代々百済高官を務めてきたが、百済滅亡直前に百済を離れて唐に移住した。唐移住後、黒歯常之の娘・楽浪郡夫人黒歯氏と結婚して4男1女をもうけた。
勿部氏は、『勿部将軍功徳記』に「本枝東海」と記されており、日本の物部氏であることが指摘されている。
物部氏は百済滅亡以前から倭系百済官僚として百済で活動していた（物部麻奇牟、物部用歌多、物部哥非、物部烏）。あるいは百済復興軍を指揮するために扶余豊璋と共に百済に来た可能性もある。勿部珣が黒歯常之の女婿であることを鑑みると、勿部珣は百済滅亡以前から百済で活動していた倭系百済官僚だった可能性が高い（扶余豊璋と共に百済に来た場合、勿部珣が黒歯常之の女婿になる可能性は低い）。

## 家族
- 義父：黒歯常之
- 義兄：黒歯俊
- 妻：楽浪郡夫人黒歯氏